# Jüdischer Friedhof (Hřešihlavy)
Koordinaten: 49° 55′ 42,8″ N, 13° 37′ 44,5″ O

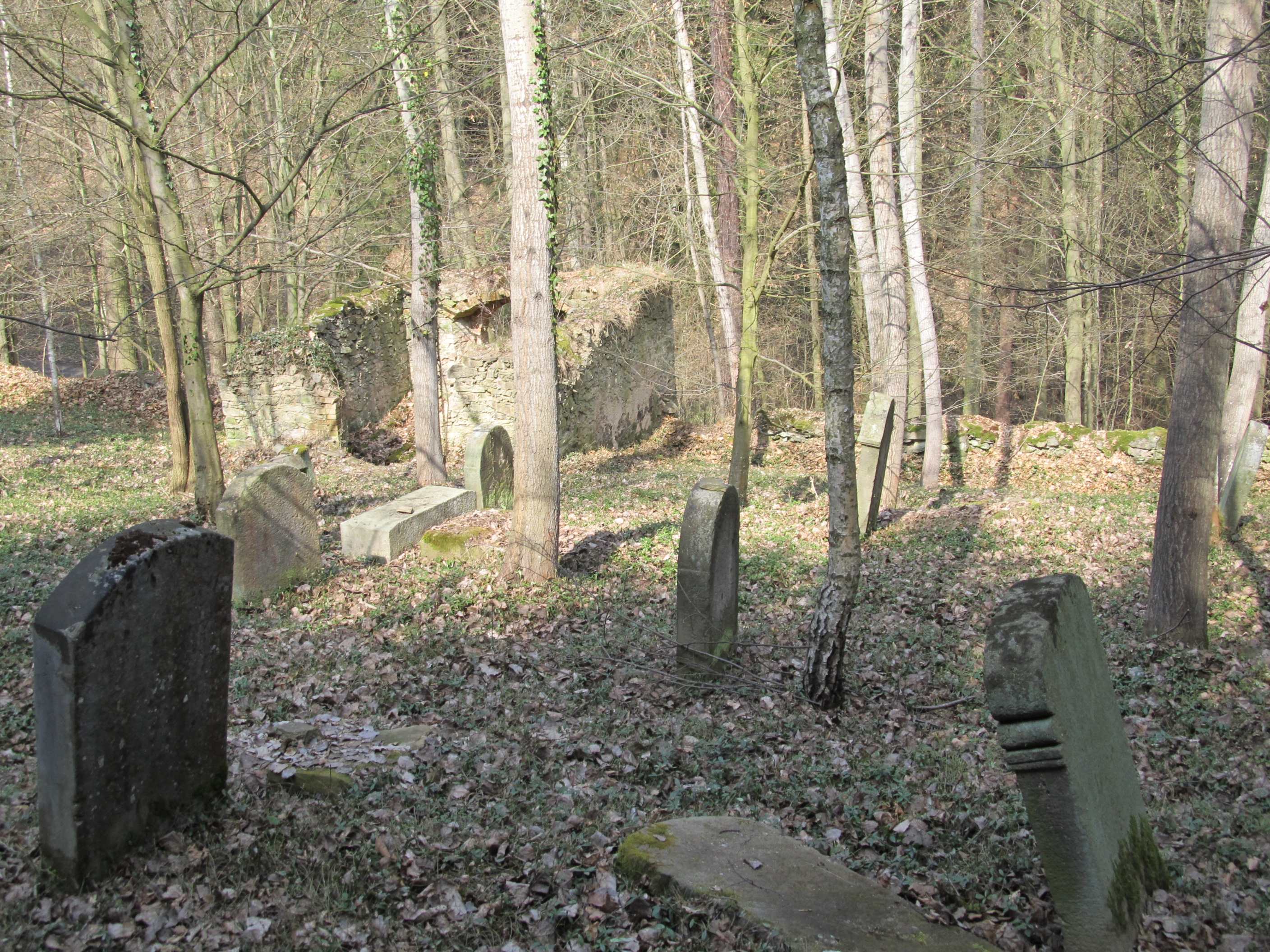
Jüdischer Friedhof in Hřešihlavy

Der Jüdische Friedhof in Hřešihlavy (deutsch Herschihlau, auch Reschihlau, Reschohlau, Rzescholau), einem Ortsteil der Gemeinde Kladruby im Okres Rokycany in Tschechien, wurde Anfang des 19. Jahrhunderts angelegt. Der jüdische Friedhof mit einer Fläche von 682 m² liegt 500 m östlich des Dorfes in einem Waldgelände. Auf dem Friedhof befinden sich heute noch ca. 55 Grabsteine (Mazevot), der älteste lesbare stammt von 1815. 
Bestattet sind auch Juden aus Kralovice und Liblín. Von der Friedhofsmauer und dem Taharahaus sind Ruinen erhalten. Das letzte Begräbnis erfolgte 1911.